# Adolf Rollett
Adolf Rollett (* 10. Dezember 1885 in Moskau; † 26. Januar 1915 in Grybów im Ersten Weltkrieg) war ein österreichischer Chemiker. Er besuchte bis Juni 1903 das St. Peter & Paul Gymnasium in Moskau. Er studierte Chemie in Wien, Leipzig und promovierte 1908 an der Universität Berlin. Später begann er seine Industriekarriere bei Griesheim Elektron in Frankfurt am Main. Zusammen mit den Chemikern Fritz Klatte und Emil Zacharias entwickelte er ein Herstellungsverfahren für Polyvinylchlorid (PVC). 1914 reichte er zusammen mit Fritz Klatte das US-Patent 1241738 ein, das die Herstellung von Polyvinylacetat beansprucht. Er fiel im Ersten Weltkrieg.